# Aropalinis
Els aropalinis (Arhopalini) és una petita tribu de lepidòpters papilionoïdeus de la família dels licènids (Lycaenidae). Com que no totes a la subfamília Theclinae s'han assignat a les tribus, la llista de gèneres és preliminar.

## Gènere
Apporasa

Arhopala

Flos

Keraunogramma

Mahathala

Mota

Ogyris

Semanga

Surendra

Thaduka

Zinaspa